# Jákóhodos
Jákóhodos (Hodoș), település Romániában, a Partiumban, Bihar megyében.

## Fekvése
Az alföldi síkság szélén, Nagyváradtól északra, Székelyhídtól délnyugatra, a Berettyó jobb partján, Szalárd és Paptamási közt fekvő település.

## Története
Jákóhodos, Hódos Árpád-kori település. Nevét már 1268-ban említette oklevél, mint a hodosi nemesek birtokát, kiknek egyik őse 1268 előtt a bihari várjobbágyok közé állt, de István ifjabb király ennek utódait: Chaz fiait a várjobbágyok közül kiemelve a királyi serviensek közé fogadta. Később (1301-1334 között) Jakab fiai: Nagy Jakó és Cikó a vármegye életében is vezető szerepet viseltek; mint fogott
bírák, eskütársak és királyi emberek.
1332-ben már mint egyházas hely szerepelt a pápai tizedjegyzékben, papja ekkor 13 garas pápai tizedet fizetett.
Az 1300-as évek elejéig Hodos néven említették, 1349-ben azonban a Jákó család után felveszi a Jákó-Hodos nevet.
A 16. században a Zólyomiak, a 19. század elején és közepén a Lévay, Szilágyi, Ilosvay, Vincze, Jármy, Kiss örökösök, Ercsey, Pesti és Bartos családok birtoka volt, a 20. század elején pedig Bartos Gyula örököseinek és a nagyváradi 1. sz. püspökségnek volt itt nagyobb birtoka.
1851-ben Fényes Elek írta a településről:
Berettyó mellett, 958 református lakossal, s anyatemplommal. Határa 5000 hold, ... A Berettyóban sok halat és hires nagyságu rákokat halász; s ugyan ezen jövedelmes vizimalom áll. Birják: Porubszky István, Ercsey Zsigmond, Barthos Gábor, Szilágyi Gábor, Jármy László, Lévay Imre és Farkas, özv. Nagy Péterné Szilágyi Teréz asszony
1910-ben 1093 lakosából 1058 magyar, 17 román volt. Ebből 40 római katolikus, 997 református, 27 görögkeleti ortodox volt.
A trianoni békeszerződés előtt Bihar vármegye Szalárdi járásához tartozott.
Jákóhodoshoz tartoztak Szárazerdő, Felső-Bartos, Nagy-Bartos, Nagy-Eperjes és Süvegd puszták is.

### Süvegd puszta
Süvegd puszta egykor egyházas község volt.
1307-ben a Dunántúlon honos Osl nemzetségbeli András birtokaként szerepelt, de az Osliaktól a birtokot Teletlen Péter, Pál és György testvérek megvásárolták.
1341-ben az egész Hodos Nadányi János birtokában volt. 1357-ben már a birtok fele már a váradi püspöké lett.

## Nevezetességek
- Református temploma - részben középkori. A templomot 1818-ban alakították át.

1848-ban falainak mészrétege alatt Lugosy József debreceni tanár érdekes falfestményeket fedezett fel.